# ピャーチ・ウグロフ駅
ピャーチ・ウグロフ停留場（ピャーチ・ウグロフていりゅうじょう、ロシア語: о.п. Пять углов）は、ロシア連邦サハリン州コルサコフ地区にあるロシア鉄道極東鉄道支社サハリン地域部コルサコフ - ノグリキ線の停留場（Остановочный пункт : о.п.）である。停留場最寄りの環状交差点の通称「五角形（Пять углов）」にちなんだ旅客輸送用の通称で、停車場の正式名称は2kmピケート3停留場（о.п. 2км ПК3）である。

## 駅構造
単式ホーム1面1線を有する地上駅。駅員無配置駅である。当停留場からポールトコルサコフ(コルサコフ港)方面は貨物列車のみが運行されており、ユジノサハリンスク方面の旅客列車の始発終着駅となっている。

## 旅客列車運行状況
- 改軌前はユジノサハリンスク行きの近郊列車がД2系ディーゼル動車によって運行されていた[1]。広軌による運行が開始した2019年9月1日以降は新型のРА3系ディーゼル動車に置き換えられている。

## 駅周辺
- コルサコフ港

## 画像

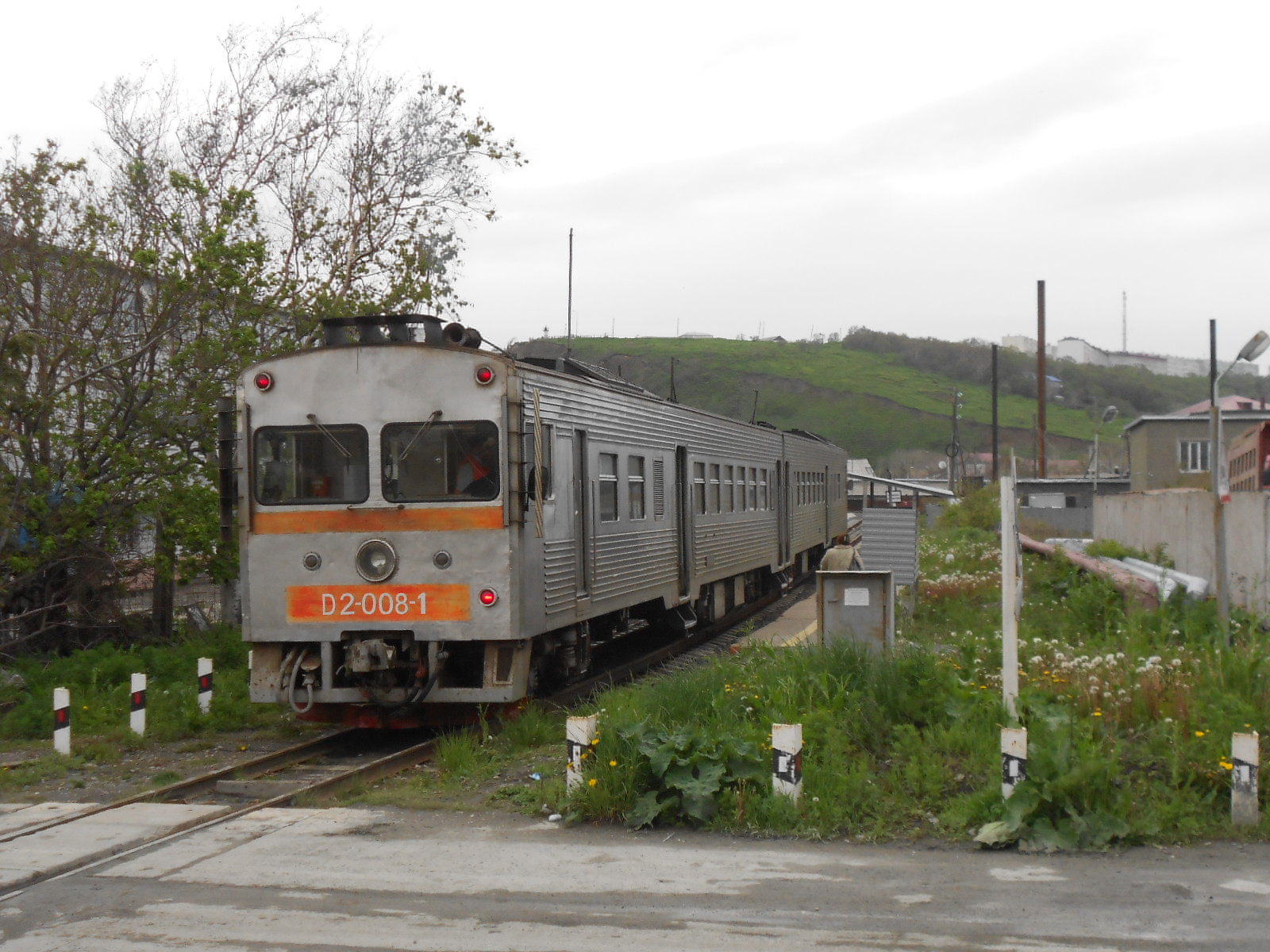
停留場に停車する列車
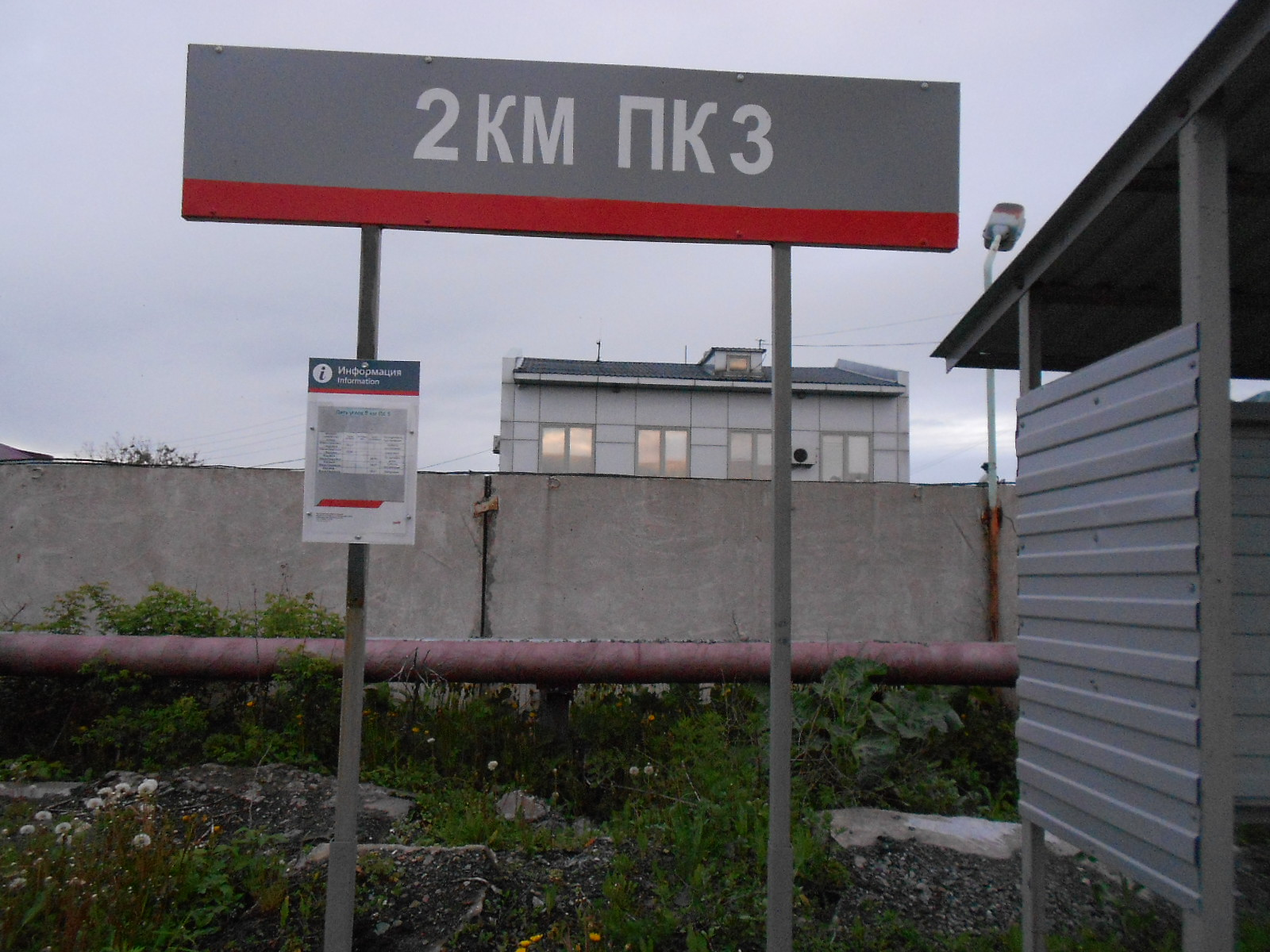
「2kmピケート3」の正式名称が記された駅名標
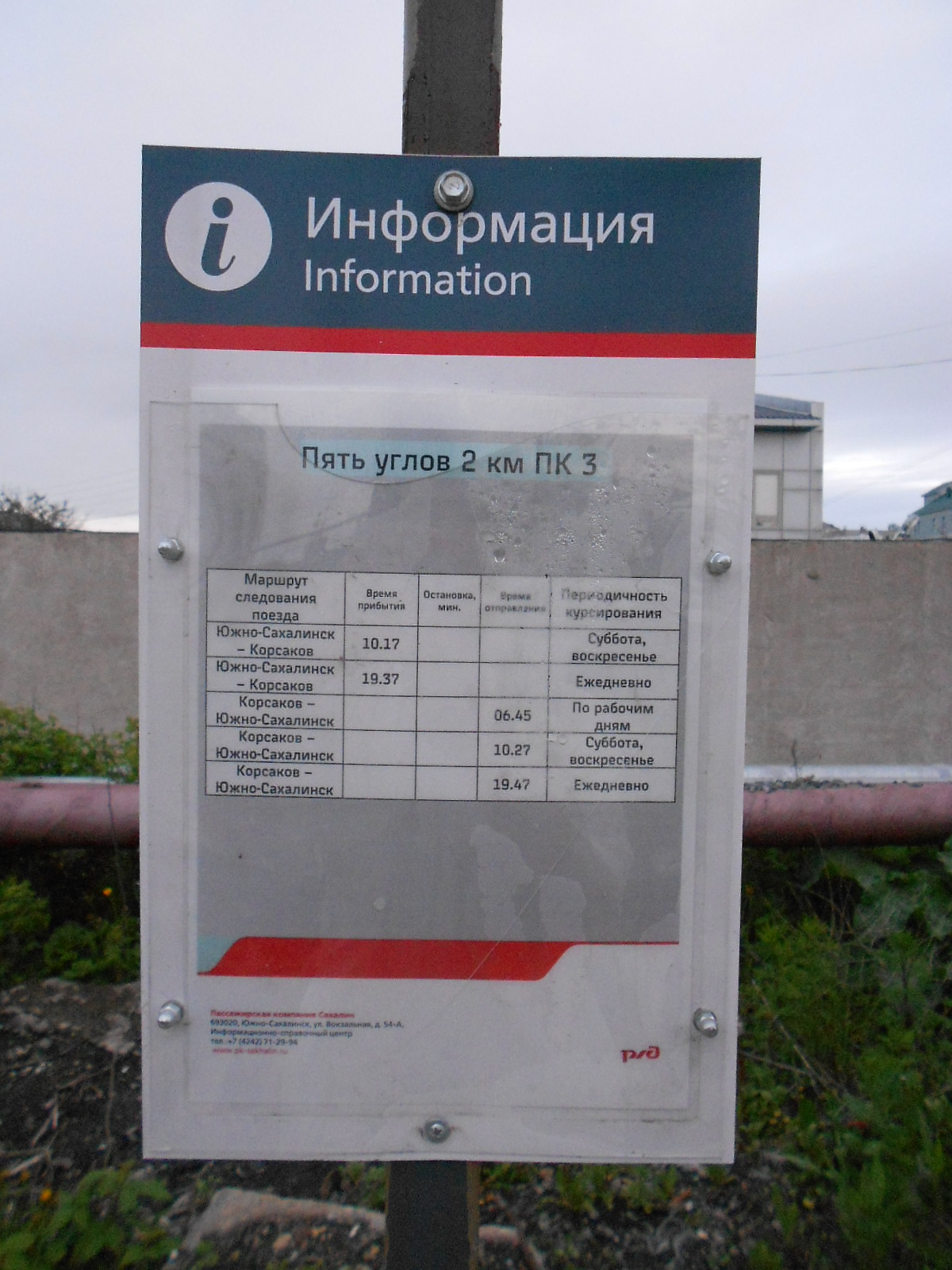
時刻表

## 隣の駅[1]
ロシア鉄道極東鉄道支社サハリン地域部
コルサコフ-ノグリキ線
ポールトコルサコフ駅 - ピャーチ・ウグロフ駅 - プリスター二駅
エレクトリーチカ（各駅停車）
ピャーチ・ウグロフ駅 - プリスター二駅
エレクトリーチカ（6017列車）
ピャーチ・ウグロフ駅 - コルサコフ駅